# Кювьерониус
Кювьеро́ниус (лат. Cuvieronius) — вымерший род хоботных из семейства гомфотериевых. Обитал в Южной и Центральной Америке. Назван в честь французского зоолога Жоржа Кювье, представители рода имели средний рост 2,7 м.
Внешне был похож на современного слона, отличаясь от него спиралевидными окончаниями бивней, меньшим ростом и более коренастым телосложением. Данный род животных возник в Северной Америке в плиоцене, вместе с другими гомфотериевыми (двумя видами стегомастодонов и Notiomastodon), около 2 млн лет назад проникли в Южную Америку вплоть до Аргентины. К концу плейстоцена северной границей распространения кювьерониусов была Мексика, а отдельные изолированные популяции возможно обитали во Флориде.

## Распространение
В Мексике кювьерониусы были распространены прежде всего на территории центральных и южных штатов, из северных областей известно совсем немного находок. В Центральной Америке род известен от Гватемалы до Коста-Рики. Он встречался в позднем плейстоцене Сальвадора и Панамы, возможно присутствие на территории Гватемалы и Никарагуа, был обычен в плейстоцене Коста-Рики. В Южную Америку кювьерониусы проникли в начале плейстоцена в результате «Великого фаунистического обмена», используя андский географический коридор на северо-западе южноамериканского континента. Уже в среднем плейстоцене кювьеронии в лице представителей вида C. hyodon широко распространились по всему Андскому региону, их остатки находят в Колумбии, Эквадоре, Перу, на западе Бразилии, Боливии и Аргентины и особенно часто — в Чили. Наиболее ранние южноамериканские находки соответствуют раннему плейстоцену, самые поздние — концу плейстоцена или даже голоцену.
Последние кювьерониусы обитали в Южной Америке около 9100 года до н. э.

## Образ жизни
Кювьеронисы обитали на равнинных территориях и в горных районах юга североамериканского континента. В Южной Америке они населяли преимущественно высокогорные пастбища с умеренно-холодными климатическими условиями, тянувшиеся через Анды по западной окраине континента; здесь эти хоботные поднимались до 4000 м над уровнем моря. Возможно, их, сравнительно с прочими обитавшими в гораздо более благоприятных условиях американскими гомфотериевыми, относительно небольшие размеры тела являются следствием адаптации к суровой жизни в условиях прохладных и сравнительно бедных пищей андских высокогорий. Кроме того, не исключено, что вследствие этого кювьеронии могли иметь удлинённый шерстный покров. Животные были приспособлены к питанию самыми разнообразными растительными кормами, от трав до листвы деревьев и кустарников. Именно способность переносить холодный климат горных ландшафтов Анд и непривередливость в пище, по всей видимости повлияли на широкое распространение рода в Южной Америке.

## Видовое разнообразие
C. hyodon Fischer, 1814 — типовой вид, наиболее известный, хорошо изученный и чётко определённый. Обитал на юге Северной Америки и в Южной Америке, где его ареал простирался от Колумбии на севере до Чили на юге, включая Боливию, Эквадор и, возможно, северо-западную Аргентину. Является единственным представителем рода, существовавшим на территории Южной Америки. Имеет много синонимов, включая C. tarijensis, C. humboldti, C. andium и др.
C. oligobunis Cope, 1893 — вид, обитавший в позднем плиоцене — плейстоцене на юге Северной Америки. В частности, он известен из Мексики. Впрочем, статус вида окончательно не подтверждён.
C. tropicus Cope, 1884 — вид, населявший в конце плиоцена — середине плейстоцена юг Северной и Центральную Америку. Известен из Техаса, Калифорнии, Мексики и Сальвадора.
Также выделены виды:
†Cuvieronius arellanoi Ochoterena and Silva 1970
†Cuvieronius bensonensis Gidley 1926
†Cuvieronius priestleyi Hay and Cook 1930

## Вымирание

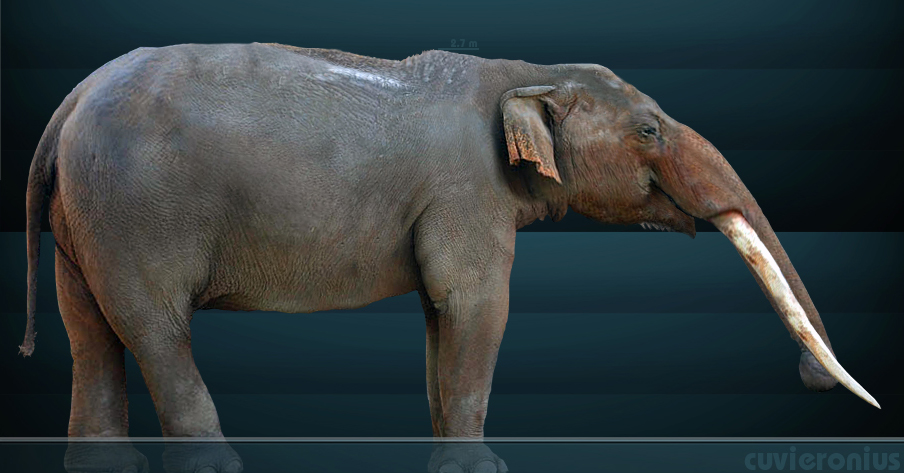
Современная реконструкция

Невозможно с полной уверенностью утверждать, что именно послужило причиной исчезновения кювьерониусов. По всей видимости, они служили объектами охоты палеоиндейцев на юге Северной Америки, а также в Чили, Колумбии, Венесуэле. (По некоторым данным, на одной из стоянок человека в Чили даже были обнаружены мумифицированные в условиях высокогорья фрагменты шкуры и мышц этих хоботных). Также не исключено, что климатические и экологические изменения, произошедшие в конце плейстоцена — начале голоцена, могли привести к изменениям в растительных сообществах, которыми питались кювьерониусы, хотя они были приспособлены к питанию различными кормами. Вероятнее всего, что на вымирание рода повлияла совокупность различных неблагоприятных факторов, главным из которых была охота первобытных людей, с которыми они впервые столкнулись лишь 15—14 тыс. лет назад, в эпоху заселения Америки первобытными людьми.